# 労働保険審査会
労働保険審査会（ろうどうほけんしんさかい）は、厚生労働省設置法第6条第2項及び労働保険審査官及び労働保険審査会法（労審法）第25条に基づいて設置される、厚生労働省本省におかれた審議会等である。労働者災害補償保険法、雇用保険法の保険給付に関する再審査請求、中小企業退職金共済の契約に関する異議に対する審査を行う。場所は霞ヶ関ではなく、中央労働委員会のある東京都港区の労働委員会会館内にある。
- 労働保険審査官及び労働保険審査会法について、以下では条数のみ記す。

## 概要
労働保険の保険給付等に関する処分について不服のあるときは、各都道府県労働局に置かれる労働保険審査官（労働者災害補償保険（労災保険）については労働者災害補償保険審査官、雇用保険については雇用保険審査官）に審査請求をすることができ、審査官の決定に不服のあるとき、または3か月を経過しても審査官の決定がないときは、労働保険審査会（以下、「審査会」と略す）に再審査請求をすることができる。なお、従前、原則、審査請求及び再審査請求手続を経なければ出訴できないという二重前置があったが、再審査請求の裁決を経なくても処分の取消しの訴え（取消訴訟）を提起することができるようになった。

## 構成等
審査会は委員9名で構成され、うち6名以上は常勤とする（第26条）。委員は、人格が高潔であって、労働問題に関する識見を有し、かつ、法律又は労働保険に関する学識経験を有する者のうちから、衆参両議院の同意を得て、厚生労働大臣が任命する（第27条）。委員の任期は3年で、再任も可である（第28条）。審査会の会長は、委員の互選により常勤の委員のうちから定める（第32条）。審査会の委員は、独立してその職権を行う（第29条）。委員長及び委員は、次の各号のいずれかに該当する場合を除いては、在任中、その意に反して罷免されることがない（第30条）。
1. 破産手続開始の決定を受けたとき。
2. 禁錮以上の刑に処せられたとき。
3. 審査会により、心身の故障のため、職務の執行ができないと認められたとき、又は職務上の義務違反その他委員長若しくは委員たるに適しない非行があると認められたとき。

審査会の審理は、公開しなければならない。但し、当事者の申立があったときは、公開しないことができる（第43条）。審理は通常3名による合議体で行うが、以下の場合は9名全員で合議体を構成することもできる（第33条）。
1. 合議体が、法令の解釈適用について、その意見が前に審査会のした裁決に反すると認めた場合
2. 合議体を構成する者の意見が三説に分かれた場合
3. 前二号に掲げる場合のほか、審査会が定める場合

合議体は、3名の場合は全員、9名の場合は6名以上の出席が無ければ会議を開き、議決をすることができない（第33条の3）。厚生労働大臣は、労災保険制度に関し関係労働者及び関係事業主を代表する者各6人を、雇用保険制度に関し関係労働者及び関係事業主を代表する者各2人を、それぞれ、関係団体の推薦により指名するものとされ（第36条）、参与としてそれぞれの審理に参加する。合議体は6部構成で、主に第1～第5合議体は労災保険、第6合議体は雇用保険を担当する。
令和5年2月16日現在の委員及び担当合議体は以下の通り（太字は審査長）。
- 甲斐哲彦（会長・常勤。元・東京家庭裁判所長）（第1、第2）
- 室井純子（会長代理・常勤。元・衆議院法制局第三部長）（第3、第4、第6）
- 廣尚典（常勤。産業医科大学名誉教授）（第2、第3）
- 菅野淑子（常勤。元・北海道教育大学教授）（第1、第4、第6）
- 比佐和枝（常勤。元・静岡家庭裁判所所長）（第3、第5、第6）
- 植木敬介（常勤。元・獨協医科大学教授）（第1、第5）
- 嵩さやか（非常勤。東北大学大学院法学研究科教授）（第5）
- 金岡京子（非常勤。東京海洋大学教授）（第2）
- 東郷眞子（非常勤。元・船員保険会せんぽ東京高輪病院内科部長）（第4）

会長、委員は特別職の国家公務員であり、会長の俸給は月額105万5000円で厚生労働審議官、社会保険審査会委員長、東宮大夫、大使2号俸、公使2号俸と同額、常勤の委員の俸給月額は93万1000円で社会保険審査会委員、大使1号俸、公使1号俸と同額であり、内部部局の局長の俸給月額をわずかに上回る。

## 再審査請求の数と裁決
平成28年度は730件の裁決を行なっており、再審査請求の9割以上は労働者災害補償保険についてで、そのうち、事件の種類は業務上外についてが6割弱で最大、次が障害の程度で15％程度である。労働基準監督署長がした労災保険の給付に関する処分を取り消す裁決は約4.5％で、業務上外が16件、平均賃金・給付基礎日額が9件、通勤災害が3件等となっている。公共職業安定所長がした雇用保険の給付に関する処分を取り消す裁決は56件中2件である。
平成26年以降は全事案の裁決について、裁決書の要旨が厚生労働省のホームページに公開されている。